# Aricia nevadensis
Aricia nevadensis är en fjärilsart som beskrevs av Charles Oberthür 1910. Aricia nevadensis ingår i släktet Aricia och familjen juvelvingar. Inga underarter finns listade i Catalogue of Life.